# Pik Rapassow
Der Pik Rapassow (oder Rapassowa) ist ein Berg im chinesischen Teil des Tian Shan unweit der Grenze zu Kirgisistan.
Der 6814 m hohe Pik Rapassow liegt in der Meridionalkette. Der Dschengisch Tschokusu (Pik Pobeda) erhebt sich 14 km westsüdwestlich. Dazwischen liegt der 6873 m hohe Pik Wojennych Topografow in einer Entfernung von 3,84 km. Das obere Ende des Südlichen Engiltschek-Gletschers liegt zwischen den beiden Bergen.

## Namensherkunft
Der Name des Berges bezieht sich auf Pawel Nikolajewitsch Rapassow, der eine Gruppe von sowjetischen Topografen anführte, die im Jahr 1943 die genaue Höhe des damals noch namenlosen Dschengisch Tschokusu bestimmten und diesem den Namen Pik Podeda (russisch für „Siegesgipfel“) gaben.

## Nebengipfel
Der Pik Rapassow verfügt über zwei Nebengipfel: Der Südgipfel (6747 m ⊙) liegt 1,36 km südlich vom Hauptgipfel. Der Westgipfel (⊙) besitzt eine Höhe von etwa 6800 m und liegt 850 m westnordwestlich vom Hauptgipfel.

## Besteigungsgeschichte
Der Pik Rapassow wurde im Jahr 1988 erstbestiegen.